# Gmina Stenlille
Gmina Stenlille (duń. Stenlille Kommune) była w latach 1970–2006 (włącznie) jedną z gmin w Danii w okręgu zachodniej Zelandii (Vestsjællands Amt). 
Siedzibą władz gminy było miasto Stenlille. 
Gmina Stenlille została utworzona 1 kwietnia 1970 na mocy reformy podziału administracyjnego Danii. Po kolejnej reformie w 2007 r. weszła w skład nowej gminy Sorø.

## Dane liczbowe
- Liczba ludności: (♀ 2837 + ♂ 2707) = 5544
  - wiek 0-6: 8,5%
  - wiek 7-16: 14,0%
  - wiek 17-66: 66,1%
  - wiek 67+: 11,4%
- zagęszczenie ludności: 59,6 osób/km²
- bezrobocie: 4,8% osób w wieku 17-66 lat
- cudzoziemcy z UE, Skandynawii i USA: 76 na 10 000 osób
- cudzoziemcy z krajów Trzeciego Świata: 128 na 10 000 osób
- liczba szkół podstawowych: 3 (liczba klas: 33)